# Wilhelm Hauers

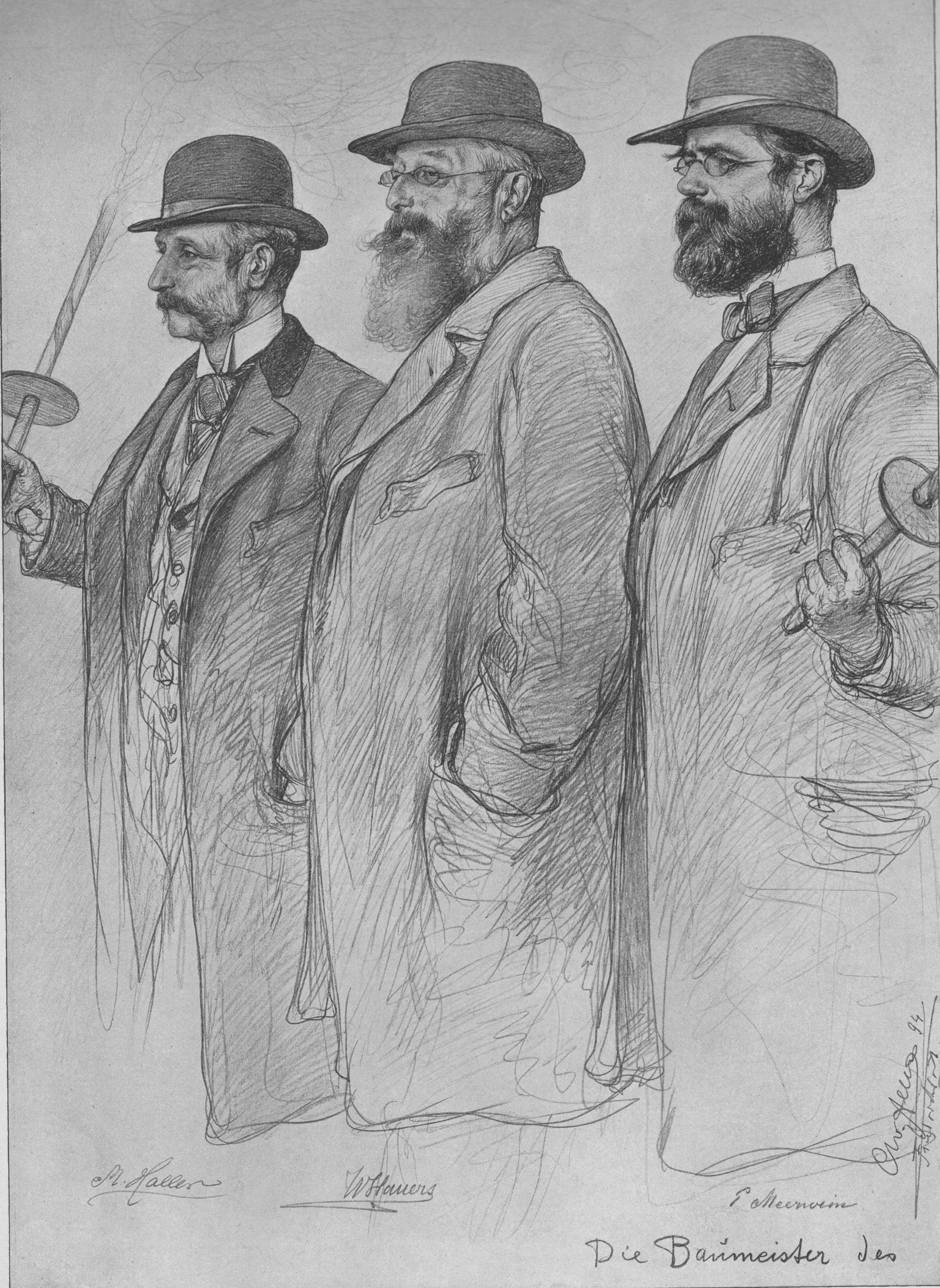
Architekten: Martin Haller, Wilhelm Hauers, Wilhelm Emil Meerwein

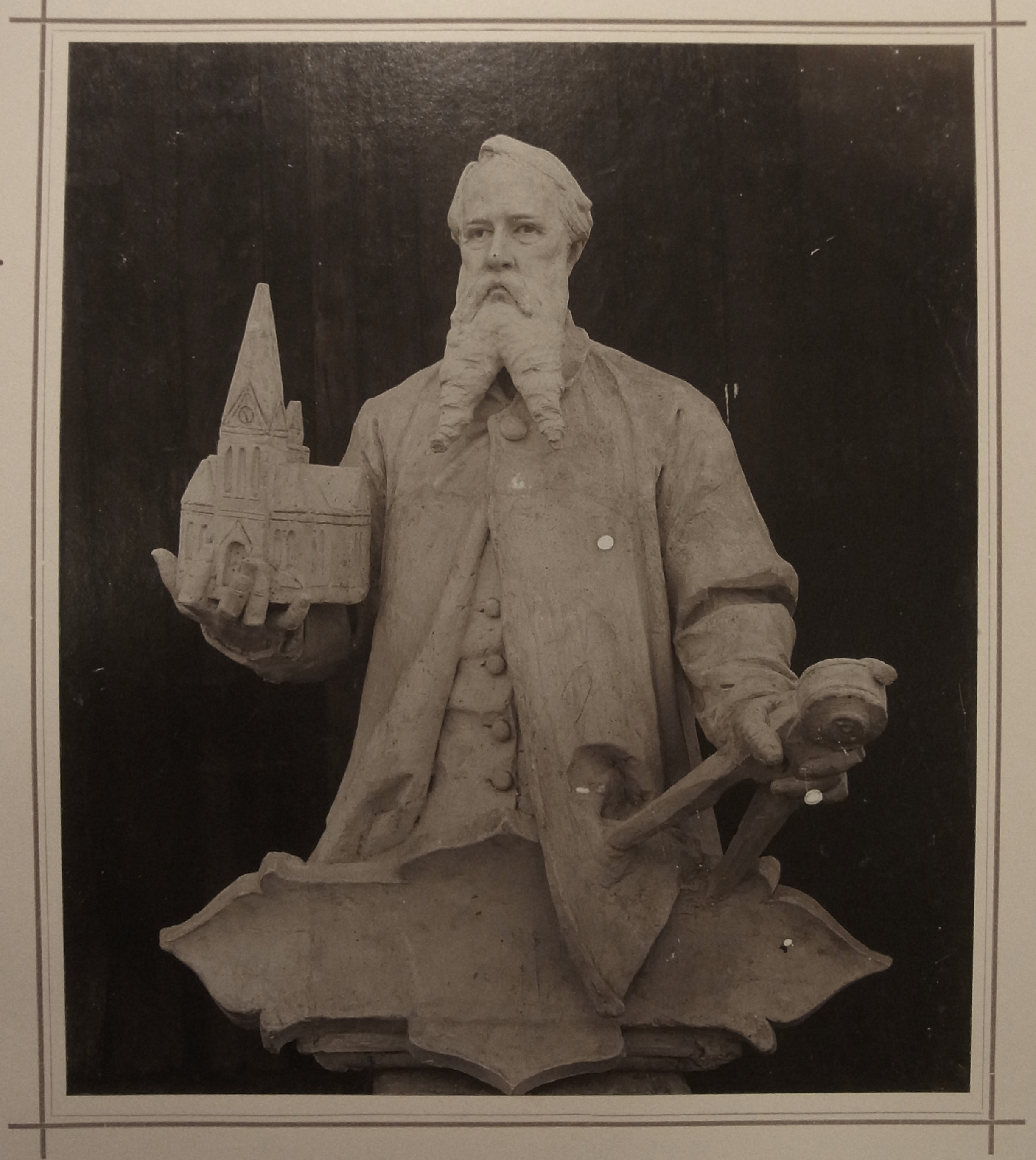
Gipsmodell von Aloys Denoth für das Bildnis von Wilhelm Hauers am Hamburger Rathaus (Seite: Alter Wall)

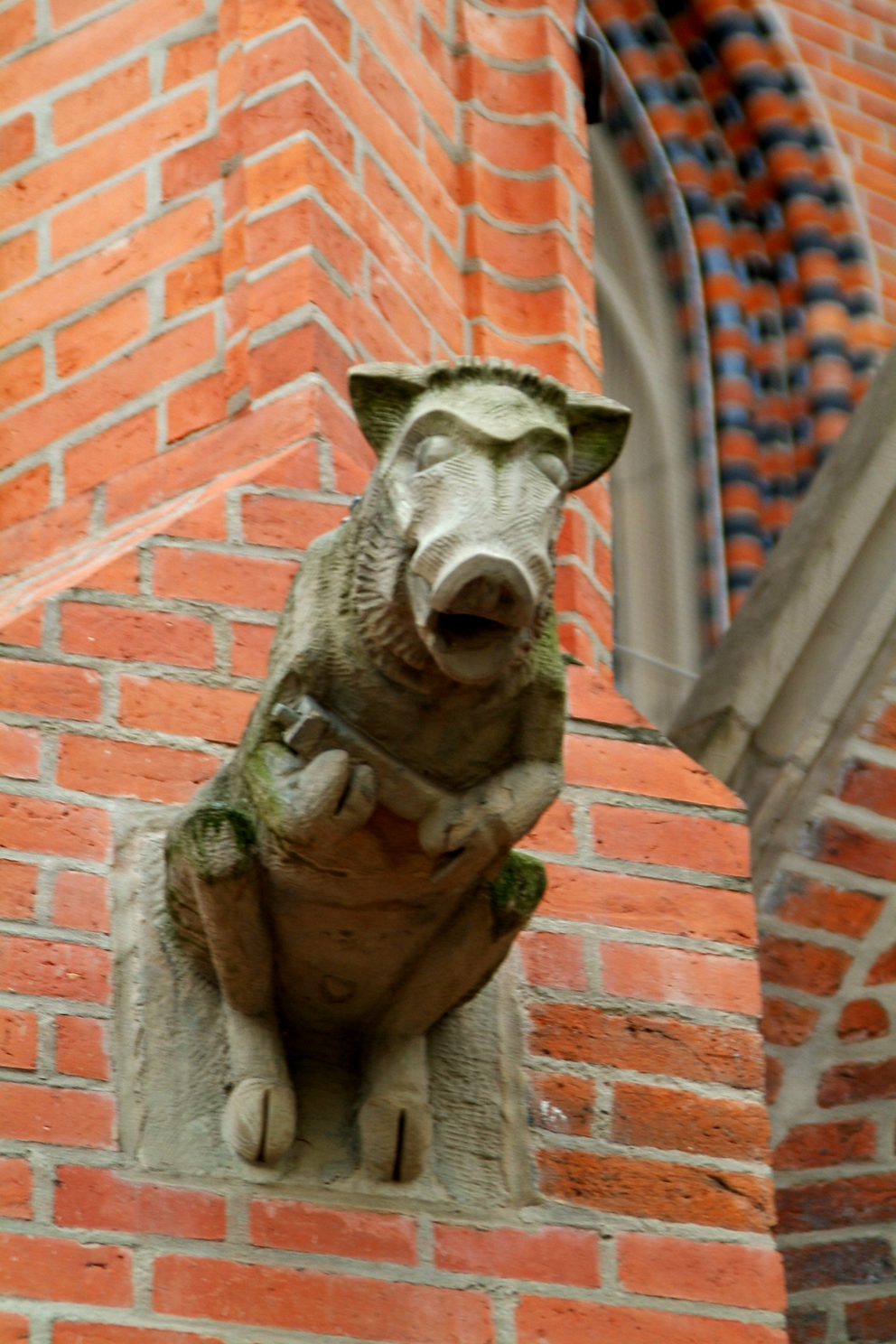
Eber an der Christuskirche in Hannover als Symbol für Hauers (= die Hauer des Ebers)

Wilhelm Hauers (* 10. Februar 1836 in Celle; † 27. April 1905 in Hamburg) war ein deutscher Architekt und Mitbegründer der Niedersächsischen Bauhütte, später auch der Hamburger Bauhütte.

## Werdegang
Wilhelm Hauers studierte von 1852 bis 1855 an der Polytechnischen Schule Hannover. Hier schloss er sich 1853 der Landsmannschaft Slesvico-Holsatia, dem späteren Corps Slesvico-Holsatia, an. 1858 wurde er zum Ehrenburschen ernannt. Nach dem Studium arbeitete er im Büro von Conrad Wilhelm Hase, unter anderem als Bauleiter der Christuskirche in Hannover. Sein „Porträt“ ist an dieser Kirche als Wasserspeier mit Eberkopf (= die „Hauer“ des Ebers) symbolisiert. 1860 war er Mitbegründer der Niedersächsischen Bauhütte und wurde später zum Ehrenmitglied ihrer Nachfolgerin, der Bauhütte zum Weißen Blatt, ernannt.
Auf Anregung seines Studienfreundes Franz Andreas Meyer ging Hauers 1866 nach Hamburg, wo er zunächst in der Baudeputation angestellt war. 1871 eröffnete er im Wirtschaftsboom nach der Gründung des Deutschen Kaiserreichs ein eigenes Architekturbüro, das er bis 1884 gemeinsam mit August Hüser führte. Mit Aufträgen für Privatwohnhäuser im Alstervorland und der bauspekulativ angelegten Durchbruchstraße Colonnaden sowie erfolgreichen Wettbewerbsbeiträgen etablierte sich Hauers als freier Architekt. Als einer der Preisträger beim Wettbewerb für das Hamburger Rathaus 1876 schloss sich Hauers gemeinsam mit Martin Haller & Leopold Lamprecht, Johannes Grotjan & Henry Robertson, Bernhard Hanssen & Emil Meerwein sowie Hugo Stammann & Gustav Zinnow zum sogenannten Rathausbaumeisterbund zusammen, nach dessen Entwurf das Rathaus von 1886 bis 1897 schließlich errichtet wurde. Dabei zeichnete Hauers insbesondere für die Ausführung des Ratskellers verantwortlich.
Als Absolvent der Hannoverschen Schule war Hauers während der Kaiserzeit maßgeblich daran beteiligt, die dort propagierte neogotische Backsteinarchitektur auch in Hamburg zu etablieren. Mit der 1882 fertiggestellten St. Johannis-Kirche konnte Hauers auch einen wichtigen Bau realisieren, der in der Tradition der Christuskirche in Hannover steht und die dort erstmals umgesetzten Prinzipien des Eisenacher Regulativs neu interpretierte. Im Wohnungsbau konnte sich die Neogotik jedoch nicht durchsetzen, und auch Hauers schwenkte bei seinen Wohnhausprojekten auf die in der großbürgerlichen Bauherrenschaft präferierten Stilformen der Neorenaissance um.
Ab 1889 war Hauers Abgeordneter in der Hamburgischen Bürgerschaft, wo er sich in Ausschüssen und Kommissionen vor allem für das Bauwesen einsetzte. Daneben war er auch Mitglied im 1859 gegründeten Architekten- und Ingenieurverein sowie im Hamburger Künstlerverein von 1832.

## Bauten und Entwürfe (unvollständig)
Hauers entwarf zahlreiche Gebäude unterschiedlicher Art, außerdem Brunnen, Grabmäler und Möbel.
- 1864–1865: Turnhalle des Turn-Klubbs zu Hannover (TKH) in Hannover, Maschstraße (gemeinsam mit Wilhelm Schultz)
- 1870–1871: Villa Michael Prado in Hamburg-Harvestehude, Mittelweg 13 (nicht erhalten)
- 1871–1873: Aktien-Brauerei Marienthal in Hamburg-Wandsbek
- 1872–1873: Kinderhospital in Hamburg-Borgfelde, Hinrichsenstraße 2
- 1873: Villa Joost in Hamburg-Uhlenhorst, Marienterrasse 8
- 1875: Grabmal Johannes Dalmann auf dem St. Jacobi-Friedhof in Hamburg-Eilbek
- 1877–1878: Wohnhaus Colonnaden 3 in Hamburg
- 1879–1880: Wohnhaus Colonnaden 5 in Hamburg
- 1880: Harms’scher Dammtor-Pavillon in Hamburg
- 1880–1882: St.-Johannis-Kirche in Hamburg-Rotherbaum
- 1881–1882: Villa Wentzel in Hamburg-Winterhude, Rondeel
- 1887: Pfarrhaus der St. Johannis-Gemeinde in Hamburg-Rotherbaum
- 1886–1888: Portale der Neuen Elbbrücke in Hamburg (gemeinsam mit dem Architekten August Pieper und dem Ingenieur Franz Andreas Meyer)
- 1888–1889: Kaufhaus Sundt in Bergen (Norwegen)
- 1886–1897: Rathaus in Hamburg (als Mitglied einer Architekten-Arbeitsgemeinschaft, des sogenannten „Rathausbaumeisterbundes“)
- 1891–1894: Verwaltungsgebäude für die Deutsche Militärdienst-Versicherungsanstalt in Hannover, Rathenaustraße / Landschaftsstraße (mit Georg Hägemann; jetzt zum Komplex der Deutsche Bank AG gehörend)
- 1897–1900: Stadthäuser Heilwigstraße 17–21 in Hamburg-Harvestehude
- 1900: vierter Bau des Alsterpavillons in Hamburg (1914 durch Neubau ersetzt)